# Terence Winter
Terence Winter (* 2. října 1960 New York) je americký scenárista. Podílel se na scénáři 25 dílů seriálu Rodina Sopránů. Jeden z nich – „Chovej se jako chlap“ – sám režíroval. Rovněž je autorem seriálu Impérium – Mafie v Atlantic City, k němuž rovněž napsal několik dílů. Dále stál u vzniku seriálu Vinyl. Dále je autorem scénáře k filmům Zbohatni nebo chcípni (2005), Zákony Brooklynu (2007) a Vlk z Wall Street (2013). Rovněž působí jako producent.